# Toybox
Toybox es una implementación de software libre y de código abierto de algunas utilidades de línea de comandos de Unix para dispositivos integrados. Estos incluyen ls, cp, mv y unos 150 más. El proyecto Toybox se inició en 2006, y se convirtió en una alternativa de BusyBox con licencia BSD. Toybox se incluye con Android 6.0 "Marshmallow" y todas las versiones posteriores de Android (es decir, en todas las versiones de Android compatibles actualmente), y también está disponible para la instalación en otros sistemas operativos. 

## Funcionalidad y objetivos
Toybox tiene como objetivo proporcionar un reemplazo con licencia BSD para la BusyBox con licencia GPL. Los principales objetivos técnicos de diseño de Toybox son la simplicidad, la pequeñez, la velocidad y el cumplimiento de los estándares. Toybox es compatible con POSIX-2008 y LSB 4.1, y no se enfoca en tener todas las opciones encontradas en las contrapartes de GNU. 
Toybox se publica bajo la licencia BSD permisiva, mientras que BusyBox usa la licencia pública general GNU, que conduce a diferentes dominios de uso. Busybox se usa principalmente en el dominio FOSS con copyleft, mientras que Toybox se usa principalmente con proyectos con licencia permisiva y por compañías comerciales, por ejemplo Android de Google, que es un objetivo explícito de Toybox. En cuanto a las características, Toybox no ha alcanzado la paridad con Busybox. A partir de la versión 0.7.7, Toybox ofrece sólo un subconjunto de la funcionalidad de Busybox.

## Historia
A principios de 2006, el proyecto Toybox fue iniciado por Rob Landley después de que terminó su mantenimiento de BusyBox debido a una disputa con Bruce Perens, el creador original de BusyBox. En 2008 el proyecto quedó inactivo. A fines de 2011, Tim Bird, un empleado de Sony, sugirió crear una alternativa a BusyBox que no estaría bajo la Licencia Pública General de GNU. Rob Landley siguió la solicitud y sugirió, en cambio, basar esta biblioteca en el Toybox inactivo. El código del proyecto Toybox fue relicenciado desde la Licencia Pública General de GNU a la Licencia BSD de 2 cláusulas, y retomó el desarrollo de Toybox. En marzo de 2013, el proyecto recibió una licencia BSD con una cláusula 0 aún más permisiva, una variante de licencia equivalente de dominio público.
A fines de 2014, Toybox se integró en las ramas de desarrollo "Marshmallow" de Android 6.0.x.

## Controversia
En enero de 2012, la propuesta de crear una alternativa al proyecto BusyBox con licencia BSD provocó duras críticas de Matthew Garrett por quitar la única herramienta relevante para hacer cumplir los derechos de autor del grupo Software Freedom Conservancy. Rob Landley, quien había iniciado las demandas basadas en BusyBox, respondió que esto era intencional, explicando que las demandas no habían beneficiado al proyecto, pero que habían llevado a la evasión corporativa, expresando el deseo de detener las demandas "en la forma que considere más adecuada".

## Progreso del proyecto
La documentación oficial de Toybox muestra una descripción general de los comandos disponibles, parcialmente disponibles y faltantes. Según la hoja de ruta a la versión 1.0, aprox. El 50% de los objetivos de implementación del proyecto se lograron en 2015. 